# N. K. Jemisin
Nora Keita Jemisin (n. 19 septembrie 1972, Iowa City⁠(d), Iowa, SUA) este o scriitoare americană de ficțiune speculativă (science fiction și  fantasy) și psiholog.

## Biografie
S-a născut în Iowa City, Iowa, în Statele Unite, dar a crescut petrecându-și verile în New York și restul anului în Mobile, Alabama. A studiat psihologia din 1990 până în 1994 la Universitatea Tulane, axată pe munca de laborator, statistici și cercetare. Și-a continuat studiile la Universitatea din Maryland, unde a obținut un Certificat de aptitudini pedagogice. A trăit în Massachusetts timp de zece ani, până când s-a mutat în New York, unde a locuit de atunci. A lucrat mai mulți ani ca un consilier profesional până în mai 2016; după o campanie de succes în Patreon, a obținut suficiente venituri pentru a se dedica scrisului cu normă întreagă.
Jemisin a dezvăluit că este pasionată de benzi desenate și de manga și, de asemenea, de anime și jocuri video. În tinerețe, a organizat o mică convenție anime denumită Shoujocon.
Este verișoară de gradul 2 a lui Walter Kamau Bell (n. 1973), actor american de stand-up și gazdă de televiziune.
Ea și-a început cariera de scriitoare în 2002, scriind mai multe nuvele și romane. În 2010, povestirea sa "Non-Zero Probabilities" - „Probabilități non-zero” a devenit finalistă pentru premiile Nebula și  Hugo la  categoria cea mai bună povestire.
Romanul său fantastic de debut Cele o sută de mii de regate a fost nominalizat în 2010 la Premiul Nebula la categoria cel mai bun roman. În 2011, a fost nominalizat la premiile Hugo, World Fantasy Award și Locus (și a câștigat premiul Locus pentru cel mai bun roman de debut).
În 2016, romanul său Al cincilea anotimp din seria Pământul sfărâmat a primit premiul Hugo pentru cel mai bun roman. Continuarea ciclului - romanul Poarta obeliscului - a devenit câștigătorul premiului Hugo în 2017. Al treilea roman al  seriei Pământul sfărâmat, The Stone Sky, a primit în 2018 toate cele trei premii principale pentru autori de lucrări de ficțiune științifică: Locus, Nebula și Hugo.

## Premii

### Câștigate
- Romantic Times Reviewers' Choice Award, cel mai bun roman fantastic din 2010 (The Broken Kingdoms)
- Locus Award, cel mai bun roman de debut din 2011 (The Hundred Thousand Kingdoms)
- Sense of Gender Award, 2011 (The Hundred Thousand Kingdoms)
- Romantic Times Reviewers' Choice Award, cel mai bun roman fantastic din 2012 (The Shadowed Sun)
- Hugo Award, cel mai bun roman din 2016 (The Fifth Season)[21][26]
- Hugo Award, cel mai bun roman din 2017 (The Obelisk Gate)[24]
- Nebula Award, cel mai bun roman din 2018 (The Stone Sky)[27]
- Locus Award, cel mai bun roman fantastic din 2018 (The Stone Sky)[28]
- Hugo Award, cel mai bun roman din 2018 (The Stone Sky)[25]
- American Libraries Association Alex Award, 2019 (How Long 'Til Black Future Month?)[29]

### Nominalizări
- Recommended Reading Shortlist for the Parallax Award, Carl Brandon Society 2006 ("Cloud Dragon Skies")
- Hugo Award, cel mai bună povestire din 2010 ("Non-Zero Probabilities"- „Probabilități non-zero”)
- Nebula Award, cel mai bună povestire din 2010 ("Non-Zero Probabilities")
- James Tiptree Jr. Award, cel mai bun roman din 2010 (The Hundred Thousand Kingdoms)
- Nebula Award, cel mai bun roman din 2011 (The Hundred Thousand Kingdoms)
- Hugo Award, cel mai bun roman din 2011 (The Hundred Thousand Kingdoms)
- World Fantasy Award, cel mai bun roman din 2011 (The Hundred Thousand Kingdoms)
- David Gemmell Morningstar Award, cel mai bun roman fantastic de debut din 2011 (The Hundred Thousand Kingdoms)
- IAFA William L. Crawford Award, 2011 (The Hundred Thousand Kingdoms)[30]
- Prix Imaginales, cel mai bun roman străin din 2011 (The Hundred Thousand Kingdoms)
- Nebula Award, cel mai bun roman din 2012 (The Kingdom of Gods)
- Nebula Award, cel mai bun roman din 2013 (The Killing Moon)
- World Fantasy Award, cel mai bun roman din 2013 (The Killing Moon)
- Nebula Award, cel mai bun roman din 2015 (The Fifth Season)
- World Fantasy Award, cel mai bun roman din 2016 (The Fifth Season)
- Locus Award, cel mai bun roman din 2016 (The Fifth Season)
- Nebula Award, cel mai bun roman din 2016 (The Obelisk Gate)[31]
- Hugo Award, cel mai bună povestire din 2017 ("The City Born Great")
- World Fantasy, roman (The Obelisk Gate)

## Lucrări scrise (selecție)

### Romane

#### TrilogiaInheritance
- The Hundred Thousand Kingdoms (2010)
  - Cele o sută de mii de regate, Editura Paladin, februarie 2016, traducere de Radu Hăulică
- The Broken Kingdoms (2010)
- The Kingdom of Gods (2011)[32]

O nuvelă denumită The Awakened Kingdom, sequel al trilogiei Inheritance a apărut la 9 decembrie 2014.
Un triptic denumit Shades in Shadow a fost lansat la 28 iulie 2015. Conține trei povestiri, inclusiv un prequel al trilogiei.

#### SeriaVise ucigașe
Duologia Dreamblood / seria Vise ucigașe este formată din:
- The Killing Moon (2012)[35]
  - Luna ucigașă, Editura Nemira, col. Nautilus,  mai 2015, traducere Silviu Genescu
- The Shadowed Sun (2012)
  - Soarele umbrit, Editura Nemira, col. Nautilus,  martie 2017, traducere Monica Șerban

#### Pământul sfărâmat
- The Fifth Season (august 2015)
  - Al cincilea anotimp, Editura Paladin, noiembrie 2017, traducere Laura Ciobanu
- The Obelisk Gate (august 2016) 
  - Poarta obeliscului, Editura Paladin, octombrie 2018, traducere Laura Ciobanu
- The Stone Sky (august 2017)

### Povestiri
- "L'Alchimista", publicată în Scattered, Covered, Smothered, Two Cranes Press, 2004
- "Too Many Yesterdays, Not Enough Tomorrows", Ideomancer, 2004.
- "Cloud Dragon Skies", Strange Horizons, 2005.
- "Red Riding-Hood's Child", Fishnet, 2005.
- "The You Train", Strange Horizons, 2007.
- "Bittersweet", Abyss & Apex Magazine, 2007.
- "The Narcomancer", Helix, reprinted in Transcriptase, 2007.
- "The Brides of Heaven", Helix, reprinted in Transcriptase, 2007.
- "Playing Nice With God's Bowling Ball", Baen's Universe, 2008.
- "The Dancer's War", published in Like Twin Stars: Bisexual Erotic Stories, Circlet Press, 2009.
- "Non-Zero Probabilities", Clarkesworld Magazine, 2009.
  - „Probabilități non-zero”, traducere de Laura Bocancios
- "Sinners, Saints, Dragons, and Haints in the City Beneath the Still Waters", Postscripts, 2010.
- "On the Banks of the River Lex", Clarkesworld Magazine, 11/2010
- "The Effluent Engine", published in Steam-Powered: Lesbian Steampunk Stories, Torquere Press, 2011
- "The Trojan Girl", Weird Tales, 2011
- "Valedictorian", published in After: Nineteen Stories of Apocalypse and Dystopia, Hyperion Book CH, 2012

### Colecții de povestiri

#### How Long 'til Black Future Month?
Antologia de debut How Long 'til Black Future Month? a apărut în noiembrie 2018 la Orbit Book. Numele colecției provine dintr-un eseu despre afro-futurism (care nu este inclus în carte) pe care Jemisin l-a scris în 2013. Povestirile au fost scrise între 2004 și 2017, iar unele includ semințele unor idei care ulterior au devenit cărți întregi.
Povestirile colectate au fost publicate între 2004 și 2017 și includ teme despre rasă, putere, cultură, familie, sex, sexualitate, distrugere și mântuire, distopie, magie și tehnologie. Povestirile incluse sunt:
- “The Ones Who Stay and Fight”
- “The City Born Great”
- “Red Dirt Witch”
- “L’Alchimista”
- “The Effluent Engine”
- “Cloud Dragon Skies”
- “The Trojan Girl”
- “Valedictorian”
- “The Storyteller’s Replacement”
- “The Brides of Heaven”
- “The Evaluators”
- “Walking Awake
- “The Elevator Dancer”
- “Cuisine des Mémoires”
- “Stone Hunger”
- “On the Banks of the River Lex”
- “The Narcomancer”
- “Henosis”
- “Too Many Yesterdays, Not Enough Tomorrows”
- “The You Train”
- “Non-Zero Probabilities” (nominalizare la premiul Hugo și Nebula în 2010)
- “Sinners, Saints, Dragons, and Haints, in the City Beneath the Still Waters”

Los Angeles Timesa remarcat că ”unele dintre cele mai puternice povestiri ale lui Jemisin tratează în mod explicit ororile rasismului într-o lume care este recunoscută ca fiind a noastră”.

## Legături externe
- Site web oficial
- N. K. Jemisin la nemira.ro
- N. K. Jemisin la editura-paladin.ro
- N.K. Jemisin describes worldbuilding Arhivat în 17 mai 2018, la Wayback Machine.
- Odyssey Workshop interview
- N. K. Jemisin la Internet Speculative Fiction Database